# Elisabeth Vitouch

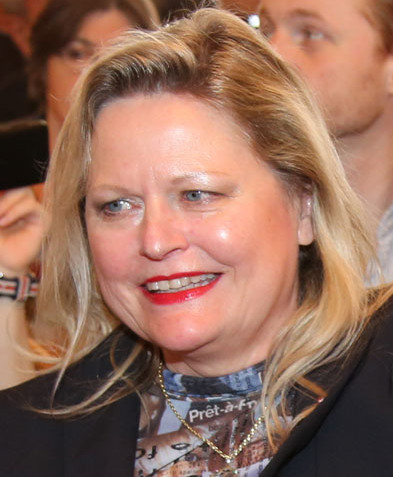
Elisabeth Vitouch (2015)

Elisabeth Vitouch (* 6. April 1951 in Wien) ist eine österreichische Journalistin und Politikerin (SPÖ). Sie war von 2001 bis 2015 Abgeordnete zum Wiener Landtag und Gemeinderat.

## Ausbildung und Beruf
Nach der Matura 1969 studierte Elisabeth Vitouch Romanistik und Psychologie an der Universität Wien. Gleichzeitig absolvierte sie eine Schauspiel- und Gesangsausbildung. Vitouch hatte Engagements am Theater der Jugend, dem Wiener Volkstheater und den Kammerspielen Salzburg. Des Weiteren arbeitete sie in Österreich für Radio und Fernsehen und wurde durch die Mitarbeit in Sendungen wie Am dam des, Autofahrer unterwegs, Jolly Joker, Wiener Stadtradio und Seitenblicke bekannt. Daneben arbeitete Vitouch als mehrsprachige Moderatorin von Live-Veranstaltungen sowie als Autorin und Komponistin (Lieder für Kinder und Erwachsene, Wiener Sagenbuch, Kochen mit dem lieben Augustin). 1985 hatte Vitouch eine kleine Rolle im Film Die Praxis der Liebe von Valie Export, zudem verfasst sie eine Kolumne zur Tier-Mensch Beziehung im „Wiener Blatt“. Vitouch promovierte 2002 zum Dr. phil. und arbeitet derzeit als selbständige Journalistin.

## Politik
Elisabeth Vitouch ist seit 1975 Mitglied im ÖGB. Von 2001 bis 2015 war sie Wiener Landtagsabgeordnete, Gemeinderätin und Mitglied im Gemeinderatsausschuss für Kultur und Wissenschaft (siehe auch Landtags- und Gemeinderatswahl in Wien 2001, 2005 und 2010). 2007 wurde sie zur Vorsitzenden der Europakommission des Wiener Gemeinderates gewählt. Im selben Jahr moderierte sie am 1. Mai die SPÖ-Kundgebung auf dem Wiener Rathausplatz.

## Privates
Elisabeth Vitouch war mit Peter Vitouch verheiratet und hat zwei Söhne, Oliver Vitouch und Anatol Vitouch (Autor, * 1984).

## Auszeichnungen
- 1991: Goldenes Verdienstzeichen des Landes Wien
- 2010: Verleihung des Berufstitels „Professorin“ durch den Bundespräsidenten
- 2016: Großes Silbernes Ehrenzeichen für Verdienste um die Republik Österreich

## Werke
- Kochen mit dem Lieben Augustin. Sagenhafte Rezepte aus dem alten Wien für Kinder und Kenner aufgedeckt von Elisabeth Vitouch, Wien 1997
- Der innere Monolog: eine Form der Selbstdarstellung in modernen französischen Romanen, untersucht am Beispiel von André Gide, Marcel Proust und Valéry Larbaud. Dissertation. Universität Wien. 2002